# پتر کلنر
پتر کلنر (انگلیسی: Petr Kellner؛ زادهٔ ۲۰ مهٔ ۱۹۶۴ – درگذشتهٔ ۲۷ مارس ۲۰۲۱) کارآفرین، سرمایه‌دار و مدیر ارشد اجرایی اهل جمهوری چک و ثروتمندترین شهروند این کشور بود، که به‌عنوان رئیس هیئت مدیره شرکت پی‌پی‌اف فعالیت می‌کرد. وی در سال ۲۰۱۴ از سوی مجله فوربز، با دارایی خالص ۱۱ میلیارد دلار در رتبه ۱۰۶ از فهرست ثروتمندترین افراد جهان قرار گرفت. کلنر در ماه مارس ۲۰۱۵ با دارایی ۸٫۴ میلیارد دلار، بعنوان ثروتمندترین فرد جمهوری چک شناخته شد. در فهرست پولدارترین افراد جهان در مجله فوربز، ثروت او ۱۷/۵ میلیارد دلار برآورد شده بود.
پتر کلنر در سال ۱۹۹۱ میلادی با کمک شرکایش شرکت سرمایه‌گذاری پی‌پی‌اف را تأسیس کرد تا در طرح‌های خصوصی‌سازی صدها شرکت دولتی چک در دوره بعد از کمونیسم شرکت کند. دارایی‌های پی‌پی‌اف در سال ۲۰۲۰ میلادی ۴۴ میلیارد یورو (۵۱/۸ میلیارد دلار) برآورد شد. حدود ۹۴ هزار نفر در نقاط مختلف جهان برای این گروه مالی کار می‌کنند. کلنر به عنوان یکی از موفق‌ترین سرمایه‌گذاران و تاجران جمهوری چک در دوره بعد از سقوط کمونیسم در این کشور شناخته می‌شد.
روز شنبه ۲۷ مارس ۲۰۲۱ در سن ۵۶ سالگی در حادثه سقوط هلی‌کوپتر در کوه‌های آلاسکا کشته شد. چهار نفر از همراهان آقای کلنر هم در این حادثه کشته شدند. او در سفری تفریحی برای اسکی به آلاسکا در آمریکا رفته بود.